# Омладина (часопис)
„Омладина” био је студентски часопис Српске омладине у Загребу који је јако кратко излазио (1894–1895). Тај месечник је први студентски часопис на Свеучилишту у Загребу. У његовој уређивачкој политици су поред прошлости, доминантно заступљене у свим родовима (чланцима, поезији и причи), биле евидентне и струје модерних идеја, које се посебно виде у објављеним преводима.

## Историја
Часопис је основао њен власник Петар Белобрк (1874—1935), доцније адвокат и политичар, а издавач је била „Српска академска омладина у Загребу”. Излазио је од 1. јануара 1894. (12 бројева) до 1. маја 1895. (5 бројева). Штампан је у Српској штампарији у Загребу. Цена месечника за пола године била је 75 новчића а за целу 1,50 форинта. Рукописи и претплата слати су на уредништво (Медулићева улица бр. 7).
Према идеји оснивача, омладинаца Срба са Свеучилишта у Загребу, часопис је имао задатак да настави традицију књижевних листова, својих претходника, часописа Српског забавника (1884–1885), у ком би сарађивали омладинци, студенти, али и старији познати писци.
Иако се Белобрк водио као уредник часописа „Омладина” он је заправо био само номинални уредник, а прави је био Каменко Суботић (Вуковар, 1870—1932), који је објавио највећи број прилога под пуним именом и различитим псеудонимима (Петар Милановић, Leander).  Часопис је штампан ћирилицом , а у чланку Двије књиге за народ се оспорава Хрватима да Свеучилиште зову хрватским  именом, јер истим правом, удјелом у финансирању, може се звати и Српско свеучилиште.

## Сарадници
Поред познатих сарадника Омладине: Владимира М. Јовановића, Алексе Шантића, Светозара Ћоровића, у часопису су своје радове објавили и други, данас већ заборављени писци: Васо Папрић, Дамјан Јеврић, Михаило Вукчевић, Мило Војводић, Јован Живојновић, Јован З. Медурић